# Balanță Mohr-Westphal
Balanța Mohr-Westphal este un instrument pentru măsurarea directă a densității lichidelor. Din punct de vedere constructiv este compus dintr-o pârghie care are la o extremitate suspendat un plutitor asupra căruia acționează forța de împingere a lichidului (forța arhimedică). Această forță produce un moment care tinde să rotească pârghia. 
Echilibrarea pârghiei se face printr-o serie de greutăți, numite călăreți care se așază pe pârghia balanței si care produc un moment invers care echilibrează balanța.